# 19e cérémonie des David di Donatello
La 19e cérémonie des David di Donatello s'est déroulée le 20 juillet 1974 au Théâtre de Taormine. 

## Palmarès
- Meilleur film :
  - Amarcord ex æquo avec
  - Pain et Chocolat
- Meilleur film étranger :
  - Jesus Christ Superstar
- Meilleur acteur :
  - Nino Manfredi pour Pain et Chocolat
- Meilleur acteur étranger :
  - Robert Redford  pour L'Arnaque ex æquo avec
  - Al Pacino pour Serpico
- Meilleure actrice :
  - Sophia Loren pour Le Voyage ex æquo avec
  - Monica Vitti pour Poussière d'étoiles
- Meilleure actrice étrangère :
  - Barbra Streisand pour Nos plus belles années ex æquo avec
  - Tatum O'Neal pour La Barbe à papa
- Meilleur réalisateur :
  - Federico Fellini pour Amarcord
- Meilleur réalisateur étranger :
  - Ingmar Bergman pour Cris et Chuchotements

- David Europeo
  - Franco Brusati pour Pain et Chocolat

- David Spécial :
  - Burt Lancaster, pour l'ensemble de sa carrière
  - Turi Ferro, pour l'ensemble de sa carrière
  - Liv Ullmann, Ingrid Thulin, Harriet Andersson et Kari Sylwan, pour leur interprétation dans Cris et Chuchotements
  - Françoise Fabian et Lino Ventura pour leur interprétation dans La Bonne Année
  - Adriana Asti, pour la polyvalence de ses rôles
  - Silvio Clementelli, pour ses contributions en tant que producteur
  - Goffredo Lombardo, pour célébrer les 70 ans de Titanus
  - Mario Pesucci, pour ses contributions en tant que distributeur de films